# Округ Џексон (Оклахома)
Округ Џексон (енгл. Jackson County) је округ у америчкој савезној држави Оклахома.

## Демографија
По попису из 2010. године број становника је 26.446, што је 1.993 (-7,0%) становника мање него 2000. године.
| Група             | 2000.          | 2010.          |
| Белци             | 20.329 (71,5%) | 17.403 (65,8%) |
| Афроамериканци    | 2.285 (8,0%)   | 1.985 (7,5%)   |
| Азијати           | 331 (1,2%)     | 312 (1,2%)     |
| Хиспаноамериканци | 4.446 (15,6%)  | 5.538 (20,9%)  |
| Укупно            | 28.439         | 26.446         |